# Kattorna JJ72 / Pamflet na ludzkość JJ75
Kattorna JJ72 / Pamflet na ludzkość JJ75 – dwupłytowy album Czesława Niemena wydany w roku 2009. Znajduje się na nim zapis dwóch koncertów artysty na Międzynarodowym Festiwalu Jazz Jamboree w roku 1972 i 1975.

## Utwory
CD 1 Kattorna JJ72
1. „Kattorna” – 30:12
2. „Społeczny blues wszechcywilizacji” – 9:48
3. „Chłodna ironia przemijających pejzaży” – 26:53

CD 2 Pamflet na ludzkość JJ75
1. „Larwa” (wersja instrumentalna) – 13:40
2. „Oda do przyrody” – 29:37

Jedynie utwór „Kattorna” pochodzi z roku 1972, pozostałe nagrano w trzy lata później.

## Twórcy
- Czesław Niemen – śpiew, organy Hammonda, Minimoog, Synthi EMS, Mellotron 400
- Helmut Nadolski – kontrabas (w utworze „Kattorna”)
- Apostolis Anthimos – gitara (w utworze „Kattorna”)
- Maciej Radziejewski – gitara
- Józef Skrzek – gitara basowa (w utworze „Kattorna”)
- Sławomir Piwowar – instrumenty klawiszowe (Fender Rhodes, clavinet)
- Jerzy Piotrowski – perkusja (w utworze „Kattorna”)
- Stanisław Kasprzyk – perkusja